# Trismelasmos
Trismelasmos is een geslacht van vlinders uit de familie van de Houtboorders (Cossidae). De wetenschappelijke naam en de beschrijving van dit geslacht werden voor het eerst in 1990 gepubliceerd door Johan Willem Schoorl.
De soorten van dit geslacht komen voor in Zuidoost-Azië.

## Soorten
- Trismelasmos agni Yakovlev, 2011
- Trismelasmos albicans (Roepke, 1955)
- Trismelasmos ardzhuna Yakovlev, 2011
- Trismelasmos arfakensis Yakovlev, 2011
- Trismelasmos brechlini Yakovlev, 2011
- Trismelasmos chakra Yakovlev, 2011
- Trismelasmos cinerosa (Roepke, 1955)
- Trismelasmos dejongi Schoorl, 2001
- Trismelasmos drago Yakovlev, 2011
- Trismelasmos draupadi Yakovlev, 2011
- Trismelasmos elegans (Roepke, 1955)
- Trismelasmos euphanes (West, 1932)
- Trismelasmos floresi Yakovlev, 2011
- Trismelasmos indra Yakovlev, 2011
- Trismelasmos jordani (Roepke, 1955)
- Trismelasmos kalisi Yakovlev, 2011
- Trismelasmos kunti Yakovlev, 2011
- Trismelasmos maculatus (Snellen, 1879)
- Trismelasmos magellani Yakovlev, 2006
- Trismelasmos major (Roepke, 1957)
- Trismelasmos mindanao Yakovlev, 2011
- Trismelasmos minimus (Houlbert, 1916)
- Trismelasmos mixta (Pagenstecher, 1888)
- Trismelasmos nakula Yakovlev, 2011
- Trismelasmos pandu Yakovlev, 2011
- Trismelasmos papuana (Roepke, 1955)
- Trismelasmos papuasi Yakovlev, 2011
- Trismelasmos peleng Yakovlev, 2011
- Trismelasmos shudra Yakovlev, 2011
- Trismelasmos sinyaevi Yakovlev, 2011
- Trismelasmos snowensis Yakovlev, 2011
- Trismelasmos soma Yakovlev, 2011
- Trismelasmos suriya Yakovlev, 2011
- Trismelasmos tectorius (Swinhoe, 1901)
- Trismelasmos valentini Yakovlev, 2011
- Trismelasmos varuna Yakovlev, 2011
- Trismelasmos vulkani Yakovlev, 2011